# Euscelidia moyoensis
Euscelidia moyoensis là một loài ruồi trong họ Asilidae. Euscelidia moyoensis được Oldroyd miêu tả năm 1970. Loài này phân bố ở vùng nhiệt đới châu Phi.